# Olenecamptus sandacanus
Olenecamptus sandacanus là một loài bọ cánh cứng trong họ Cerambycidae.